# 蝦多士

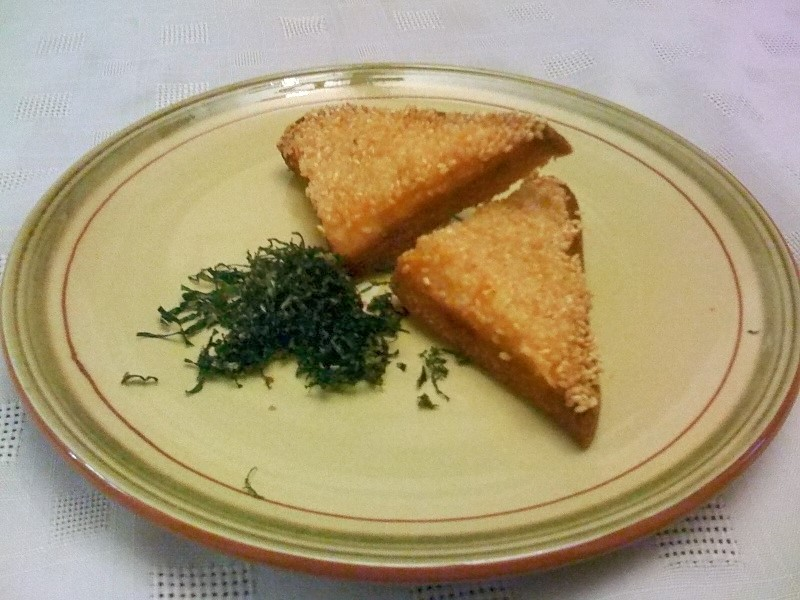
在英國的港式食店供應的蝦多士

蝦多士是以蝦為餡料的炸多士，是香港化的英式下午茶常見食品，將英式的三明治加入常見於香港雲吞的蝦膠，再油炸至金黃色而成，反映香港中西文化匯聚的特色。蝦多士常見於香港的酒樓及海鮮酒家，作為一道點心，也有茶餐廳提供此食物，這種香港食品已經流傳到海外，於日本、台灣、越南、泰國、美國、韩国等地亦可見到，但製法略有不同。另有部份酒家以「鍋貼明蝦」為名。

## 製法

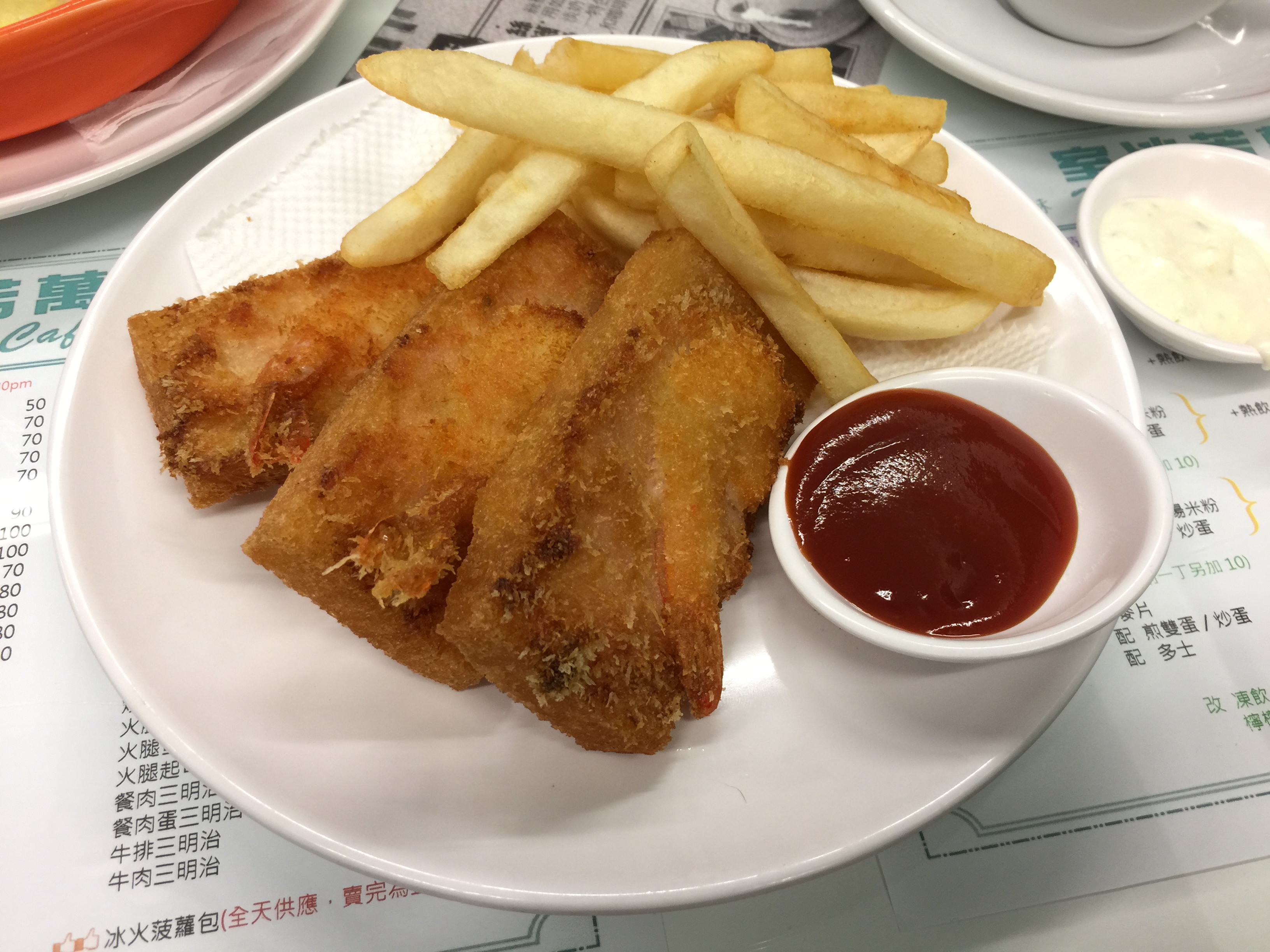
港式茶餐廳的蝦多士

蝦多士的主要餡料是蝦膠，即是剁碎及拍打至起膠的蝦仁。先把蝦去殼除腸，加入生粉，然後沖洗乾淨，隔去水份，可使用乾布或廚房紙吸乾蝦仁的水份，盡量清除蝦仁表面的水份。之後將蝦仁剁碎，再用刀拍打至起膠，可在蝦膠拌入調味料。將雞蛋打發成蛋液備用。白麵包先去皮，再斜切成三角形，然後塗抹上適量的蝦膠。在炸鍋燒熱食油，油量要足以浸過整塊多士。把已沾上蝦膠的麵包逐一完全浸入蛋液中，然後立即取出，可加一點芝麻，再把麵包放入滾油炸至金黃酥脆，然後撈起多士，可用烹調用的吸油紙吸去多餘的油份，再放在碟上，進食時常配上喼汁、番茄醬或芥末醬。